# Robert De Grasse
Robert De Grasse (parfois crédité Robert de Grasse), A.S.C., est un directeur de la photographie américain, né le 9 février 1900 à Maplewood (New Jersey), décédé le 28 janvier 1971 à Newport Beach (Californie).

## Biographie
Neveu du réalisateur Joseph De Grasse (1873-1940) et de l'acteur Sam De Grasse (1875-1953), Robert De Grasse débute lui-même au cinéma en 1921 comme chef opérateur, à l'occasion d'un western muet de John Ford, Face à Face (réputé perdu). Jusqu'en 1953, il contribue ainsi à 91 films (américains, sauf trois britanniques, en 1932). Sur une dizaine de films, au cours des années 1930, il est également cadreur (ex. : Les Chasses du comte Zaroff en 1932) ou premier assistant opérateur (ex. : L'Emprise en 1934).
Comme directeur de la photographie (en particulier, au sein de la RKO Pictures, à partir de 1935), il collabore entre autres avec les réalisateurs Richard Fleischer (ex. : Le Pigeon d'argile en 1949, avec Barbara Hale et Richard Quine), Gregory La Cava (ex. : Pension d'artistes en 1937, avec Katharine Hepburn et Ginger Rogers), Mark Sandrich (ex. : La Rebelle en 1936, avec Katharine Hepburn et Herbert Marshall), ou encore George Stevens (ex. : Mariage incognito en 1938, avec James Stewart et Ginger Rogers). Ce dernier film lui vaut en 1939 une nomination à l'Oscar de la meilleure photographie.
Robert De Grasse est également chef opérateur à la télévision, entre 1952 et 1968 (année où il se retire), sur vingt-deux séries.

## Filmographie partielle
Films américains, comme directeur de la photographie, sauf mention contraire
- 1921 : Face à Face (Desperate Trails) de John Ford
- 1923 : Thundergate de Joseph De Grasse
- 1927 : The Swift Shadow de Jerome Storm
- 1928 : Breed of the Sunsets de Wallace Fox
- 1932 : Les Chasses du comte Zaroff (The Most Dangerous Game) d'Ernest B. Schoedsack et Irving Pichel (cadreur)
- 1932 : Les Conquérants (The Conquerors) de William A. Wellman (cadreur)
- 1932 : The Water Gipsies de Maurice Elvey (film britannique)
- 1932 : Nine Till Six de Basil Dean (film britannique)
- 1932 : Le Signe des quatre (The Sign of Four ou The of Four : Sherlock Holmes' Greatest Case) de Graham Cutts (film britannique)
- 1934 : L'Emprise (Of Human Bondage) de John Cromwell (premier assistant opérateur)
- 1935 : Désirs secrets (Alice Adams) de George Stevens
- 1935 : Seven Keys to Baldpate de William Hamilton et Edward Killy
- 1935 : Cœurs brisés (Break of Hearts) de Philip Moeller
- 1935 : Roberta de William A. Seiter (cadreur)
- 1935 : L'Enfant de la forêt (Freckles) d'Edward Killy et William Hamilton
- 1936 : La Rebelle (A Woman Rebels) de Mark Sandrich
- 1936 : L'Homme nu (Love on a Bet) de Leigh Jason
- 1936 : The Witness Chair (en) de George Nichols Jr.
- 1936 : Chatterbox, de George Nichols Jr.
- 1937 : Pour un baiser (Quality Street) de George Stevens
- 1937 : Pension d'artistes (Stage Door) de Gregory La Cava
- 1937 : La Ville de l'or (The Outcasts of Poker Flat) de Christy Cabanne
- 1938 : Amanda (Carefree) de Mark Sandrich
- 1938 : Vacances payées (Having Wonderful Time) d'Alfred Santell
- 1938 : Mariage incognito (Vivacious Lady) de George Stevens
- 1939 : La Grande Farandole (The Story of Vernon and Irene Castle) d'Henry C. Potter
- 1939 : Mademoiselle et son bébé (Bachelor Mother) de Garson Kanin
- 1939 : Un ange en tournée (5th Avenue Girl), de Gregory La Cava
- 1940 : Kitty Foyle (Kitty Foyle : The Natural History of a Woman) de Sam Wood
- 1940 : Double Chance (Lucky Partners) de Lewis Milestone
- 1940 : L'Angoisse d'une nuit (Vigil in the Night), de George Stevens
- 1942 : Espionne de mon cœur (My Favorite Spy) de Tay Garnett
- 1942 : La Fièvre de l'or noir (Pittsburgh) de Lewis Seiler
- 1942 : Forçats contre espions (Seven Miles from Alcatraz) d'Edward Dmytryk
- 1942 : Au coin de la Quarante-Quatrième rue (The Mayor of 44th Street) d'Alfred E. Green
- 1942 : Sept Jours de perm (Seven Days' Leave) de Tim Whelan
- 1943 : L'Étrangleur (Lady of Burlesque) de William A. Wellman
- 1943 : L'Homme-léopard (The Leopard Man) de Jacques Tourneur
- 1943 : Amour et Swing (Higher and Higher) de Tim Whelan
- 1944 : Quatre du music-hall (en) (Show Business) d'Edwin L. Marin
- 1944 : Dansons gaiement (Step Lively) de Tim Whelan
- 1944 : L'Amazone aux yeux verts (Tall in the Saddle) d'Edwin L. Marin
- 1945 : The House I Live In de Mervyn LeRoy
- 1945 : Le Récupérateur de cadavres (The Body Snatcher) de Robert Wise
- 1945 : La Belle de San Francisco (Flame of Barbary Coast) de Joseph Kane
- 1946 : Crack-Up d'Irving Reis
- 1946 : La Ville des sans-loi (Badman's Territory) de Tim Whelan
- 1947 : Deux sœurs vivaient en paix (The Bachelor and the Bobby-Soxer) d'Irving Reis
- 1947 : Né pour tuer (Born to Kill) de Robert Wise
- 1948 : Bodyguard de Richard Fleischer
- 1948 : Le Miracle des cloches (The Miracle of the Bells) d'Irving Pichel
- 1949 : Une incroyable histoire (The Window) de Ted Tetzlaff
- 1949 : Le Pigeon d'argile (Clay Pigeon) de Richard Fleischer
- 1949 : A Dangerous Profession (en) de Ted Tetzlaff
- 1949 : L'Assassin sans visage (Follow Me Quietly) de Richard Fleischer et Anthony Mann
- 1949 : La Demeure des braves (Home of the Brave) de Mark Robson
- 1950 : C'étaient des hommes (The Men) de Fred Zinnemann
- 1951 : La Première Légion (The First legion) de Douglas Sirk
- 1951 : Une veine de... (Double Dynamite) d'Irving Cummings
- 1953 : Épousez-moi (Marry Me Again) de Frank Tashlin

## Nomination
- 1939 : Nomination à l'Oscar de la meilleure photographie pour Mariage incognito.